# Aïn Rahma
Ain Rahma là một đô thị thuộc tỉnh Relizane, Algérie. Dân số thời điểm năm 2002 là 11.035 người.